# Soggetti smarriti (Renato Zero)
prova ancora perché sai, / di quella bomba sei /
più forte tu!»
(dal brano "Ostinato amore")
Soggetti smarriti è il tredicesimo album in studio del cantautore italiano Renato Zero, pubblicato nel 1986.

## Descrizione
L'album, così come il precedente Identikit Zero, non vende molto. Da gran parte della critica viene definito un disco non bello, anche se testimonia la volontà da parte dell'autore di cercare una nuova strada musicale, più vicina a suoni funky rispetto al passato genericamente pop rock, avvalendosi della collaborazione di Piero Pintucci, autore con Zero di quasi tutti i brani. Il singolo di lancio è Infiniti treni, che appare essere il brano manifesto della ricerca di questa nuova musicalità. Rimane un disco arrangiato musicalmente con i nuovi mezzi elettronici, in linea con le tendenze anni ottanta, e affronta diversi temi: tra questi, una canzone dedicata all'universo femminile ("Donna donna donna"), la bella "Fantasmi" che parla di amori sepolti e che non si vorrebbero rivivere, e "Ostinato amore" che, descrivendo le infinite possibilità dell'amore, analizzandone intensità disegnandone locazioni fisiche, è una sorta di manifesto: l'Amore, sempre; l'Amore, comunque ("Ostinato amore che / non ti dai per vinto mai"). Il lavoro anticipa di 19 anni Stai bene lì (inserito nell'album Il dono), con la canzone Colosseo; e tematiche simili al pezzo di chiusura, Pizza & rock and roll. Per il brano Fiori d'arancio (canzonetta che, tra serio e faceto, racconta pro e contro della vita matrimoniale) fu realizzato un videoclip, che doveva andare in onda durante una puntata di Mixer; Renato, però, non ne era pienamente soddisfatto e il video non venne mai trasmesso.
Il brano Ostinato amore verrà riproposto nella tournée del 1990 Zero 40; lo stesso brano verrà successivamente inserito nella raccolta Segreto amore nel 2010. Nel 2017, il brano Infiniti treni verrà ripreso e registrato nuovamente in una nuova versione pop-sinfonica inserita nell'album Zerovskij, aprendo e chiudendo l'intero lavoro.
Nessun musicista è accreditato. 
È il primo suo disco ad uscire contemporaneamente anche su CD. 
Il 22 marzo 2019, l'album è stato pubblicato, in versione rimasterizzata, su tutte le piattaforme digitali ed è stato ristampato in versione CD per la collana Mille e uno Zero, edita con TV Sorrisi e Canzoni.

## Tracce
1. Infiniti treni (RenatoZero/Pintucci-Renatozero) - 5:16
2. Strade su strade (RenatoZero/Pintucci-Renatozero) - 4:49
3. Fantasmi (RenatoZero/Pintucci-Renatozero) - 4:57
4. Donna donna donna (RenatoZero/Pintucci-Renatozero) - 4:37
5. Mai dire mai (RenatoZero/Conrado-Renatozero) - 4:32
6. Colosseo (RenatoZero/Conrado-Renatozero) - 4:31
7. Ostinato amore (RenatoZero/Pintucci-Renatozero) - 4:48
8. Fiori d'arancio (RenatoZero/Conrado-Renatozero) - 5:20
9. Problemi (RenatoZero/Conrado-Renatozero) - 4:29
10. Pizza & rock and roll (RenatoZero/Pintucci-Renatozero) - 5:15

## Classifiche

### Classifiche settimanali
| Classifica (1986) | Posizione massima |
| ----------------- | ----------------- |
| Italia            | 2                 |

### Classifiche di fine anno
| Classifica (1986) | Posizione |
| ----------------- | --------- |
| Italia            | 34        |